# Gilton Garcia
José Gílton Pinto Garcia, ou apenas Gílton Garcia, (Aracaju, 5 de janeiro de 1941) é um advogado, professor e político brasileiro que foi governador do Amapá.

## Dados biográficos
Filho de Luís Garcia e Emília Marques Pinto Garcia. Advogado formado pela Universidade Federal de Sergipe em 1963, foi professor da referida instituição. Eleito deputado federal pela ARENA em 1966, tornou-se presidente da Assembleia Legislativa de Sergipe ao longo do mandato. Sem disputar a reeleição, assumiu a presidência da seccional sergipana da Ordem dos Advogados do Brasil em 1975, mantendo-se no cargo até 1979 quando assumiu o cargo de procurador do Tribunal de Contas de Sergipe, ocupando a procuradoria-geral da Justiça três anos mais tarde.
Eleito deputado federal pelo PDS em 1982, votou a favor da emenda Dante de Oliveira em 1984 e absteve-se na eleição presidencial realizada pelo Colégio Eleitoral em 1985. Em novembro deste ano perdeu a eleição para prefeito de Aracaju, não disputando um novo mandato de deputado federal em 1986.
No início do Governo Collor, foi nomeado assessor parlamentar da secretaria geral da Presidência da República, mas em maio de 1990 foi escolhido governador do Amapá pelo presidente da República, assumindo o cargo como sucessor de Dolly Mendes Boucinhas após uma votação no Senado Federal. Após deixar o Palácio do Setentrião, reassumiu seu cargo na assessoria parlamentar em abril de 1991. Em 1994 estava filiado ao PPR, mas não se elegeu senador. No ano seguinte foi nomeado assessor da presidência do Senado Federal na primeira gestão de José Sarney à frente da casa legislativa. De volta a Sergipe, foi secretário de Segurança Publica e chefe da Casa Civil no governo Albano Franco. É Acadêmico da Academia Sergipana de Letras.